# 365日家族
「365日家族」（日語：さんびゃくろくじゅうごにちかぞく），為關西傑尼斯8於2011年6月8日發售的第18張單曲。

## 概要
- 主打歌「365日家族」為成員大倉忠義所演出TBS電視台電視劇《誕生》（生まれる。）的主題曲。
- 關西傑尼斯8於3個月內連續發售單曲的第3彈，同時亦是繼LIFE～朝著眼前的方向～、マイホーム後連續第3首被選作為電視劇主題曲的歌曲。
- 發售當天銷量超過7.7萬張。
- 根據Oricon公信榜於14日公佈的週榜排名，「365日家族」的銷量已達15萬8千張，並獲得該週週榜的第1名。
- 繼出道以來第13次獲得週榜首位，並且自單曲Wonderful World!!（於2010年6月30日發售）後連續第5次獲得週榜第1名。

## 收錄曲

### 初回限定盤
1. 365日家族
作詞：田中花乃、作曲：谷口尚久、編曲：大西省吾
2. Train in the rain
作詞・作曲・編曲：葉山拓亮

特典DVD
- 「365日家族」Music Clip+メイキング映像

### 通常盤
1. 365日家族
2. Train in the rain
3. 9号車2番A席
作詞：渋谷すばる・錦戸亮、作曲：錦戸亮、編曲：錦戸亮・大西省吾
4. Eightopop!!!!!!!
作詞・作曲：安田章大、編曲：大西省吾
5. 365日家族 （オリジナルカラオケ）
6. Train in the rain（オリジナルカラオケ）

特典
- アコーディオン フォトカード（初回プレス分のみ）